# Dante Amicarelli
Dante Amicarelli (Guaymallén, provincia de Mendoza, Argentina, 8 de septiembre de 1917–Buenos Aires, 17 de noviembre de 1996) fue un pianista argentino. Tuvo formación clásica, se dedicó al jazz y actuó en importantes orquestas. Estuvo  casado con la prestigiosa concertista de piano Carmen Scalcione.

## Actividad profesional
Integró la orquesta de Eduardo Armani que tocó al inaugurarse Radio El Mundo en 1935 y también en la confitería de la tienda Harrod´s de Buenos Aires. En 1946 se independizó formando con el cantor de esa orquesta Eduardo Farrell el dúo Amicarelli-Farrel dedicado al jazz melódico, que actuó durante la temporada de verano en Mar del Plata y en Radio Belgrano; Amicarelli integró su orquesta estable en esta radioemisora durante 18 años como director y arreglista. En 1950 y formó con Mario Cosentino la Casablanca Jazz y, en 1952 con Cosentino y Tito Colom integraron el grupo llamado "Ray Nolan y su orquesta".
También trabajó una corta temporada en Estados Unidos acompañando a Sammy Davis Jr. y a la artista española Nati Mistral.

## Con Piazzolla
En 1969 Astor Piazzolla lo convocó para grabar con un quinteto que completaban el violinista Antonio Agri, el guitarrista Oscar López Ruiz y el contrabajista Kicho Díaz. Cuando en el primer ensayo Amicarelli interpretó el complicado solo de piano que Piazzolla había escrito para el principio de Adiós Nonino, el compositor, al parecer, se molestó porque esperaba que le ocasionara dificultades; entonces trabajó durante la noche incorporando a la parte a cargo de Amicarelli en la pieza, variaciones que implicaban problemas y trampas de difícil sustanciación sin un estudio previo. Al día siguiente Piazzolla al iniciarse el ensayo distribuyó las partituras y Amicarelli, que veía por primera vez ese arreglo, la ejecutó sin un solo error y con una vibrante digitación que creó un clima muy especial y al finalizar hizo un gesto de aprobación con la cabeza, como no dándole mayor importancia y dijo: “Está lindo el arreglito…”. 

## Con Salgán
Con Horacio Salgán crearon un Instituto de estudios Musicales y formaron en 1969 un dúo de pianos cuyo repertorio, que ellos mismos idearon, abarcó temas de música clásica, melódica, de jazz, música brasileña, e incluso tangos, valses y ritmos folclóricos como zamba, chacarera, malambo y litoraleña. Este dúo grabó para la discográfica Phillips dos discos de larga duración titulados Salgan- Amicarelli: Dos Virtuosos del Piano de 1970 y El Bosque mágico del año siguiente, con el acompañamiento de contrabajo y batería. Entre las diversas obras registradas estaban Las hojas muertas, la Zamba de Vargas, Garota de Ipanema y Fuegos artificiales. 
También grabó obras folclóricas con Domingo Cura, Oscar Cardozo Ocampo, Jorge López Ruiz, Mariano Tito y Jorge Padín. Algunas de las obras que compuso Amicarelli son Don Astor obra dedicada por Dante Amicarelli a Astor Piazzolla, que grabó con su sexteto y Preludio a Buenos Aires, que registró con Salgán.
Dante Amicarelli falleció en Buenos Aires, el 17 de noviembre de 1996. Su música se escucha en el filme documental  ¿Dónde estás, Negro? dirigido por Alejandro Maly.

## Obras registradas en SADAIC
Las obras registradas en SADAIC a nombre de Dante Amicarelli son:
- Al final el miedo  en colaboración con Alberto Peyrano
- Amor es un camino (1987) en colaboración con Alberto Peyrano
- Ángeles sin nadie (1988) en colaboración con María Cristina Salinas Urquiza
- Calendario en colaboración con Enrique Josis
- Castigo' (1950) en colaboración con Jorge Ramón Fortich Ribero
- Corbata rayada King Ash en colaboración con José Santiago Rossino
- Dixiemanía  (1958) en colaboración con José Santiago Rossino
- Dolores tengo mis dudas en colaboración con Juan Carlos Mareco
- Don Astor (1977)
- El ensueño de Bahía en colaboración con Horacio Salgán
- Es en vano (1947) en colaboración con Francisco José Juan Mitjana
- Este verano en colaboración con Enrique Josis
- Feliz de mí en colaboración con José Floridia
- Hermano de allá lejos en colaboración con Margarita Durán
- Hormiga y cigarra (1964) en colaboración con Noel Scolnik
- Juego de damas (1971) en colaboración con Horacio Salgán
- La noche de tu piel (1988) en colaboración con Alberto Peyrano
- La red (1964) en colaboración con Noel Scolnik
- La sandía (1962) en colaboración con Enrique Josis
- Me equivoqué por amor (1977) en colaboración con Eladia Blasquez
- Mía Mía en colaboración con Enrique Josis
- Muñeco de trapo (1962) en colaboración con Enrique
- Palabra de honor (1947) en colaboración con Francisco José Juan Mitjana
- Para el cielo prometido (1988) en colaboración con Alberto Peyrano
- Porque el cielo es tan azul (1993) en colaboración con Isabel Bottex de Varela
- Preludio a Buenos Aires (1977)
- Psicoterapia (1977)
- Pulgarcito (1961) en colaboración con Enrique Josis
- Réquiem para el siglo (1977)
- Reza conmigo (1963) en colaboración con Enrique Josis